# Pleure
Pleure település Franciaországban, Jura megyében. Lakosainak száma 437 fő (2022. január 1.). Pleure Gatey, Biefmorin, Chaînée-des-Coupis, Chêne-Bernard és Sergenon községekkel határos.

## Népesség
A település népességének változása:
| Lakosok száma | 378  | 379  | 364  | 407  | 441  | 428  | 429  | 440  | 439  | 437  |
|               | 1968 | 1982 | 1990 | 2006 | 2013 | 2015 | 2017 | 2019 | 2020 | 2022 |